# Автошляхи Білорусі

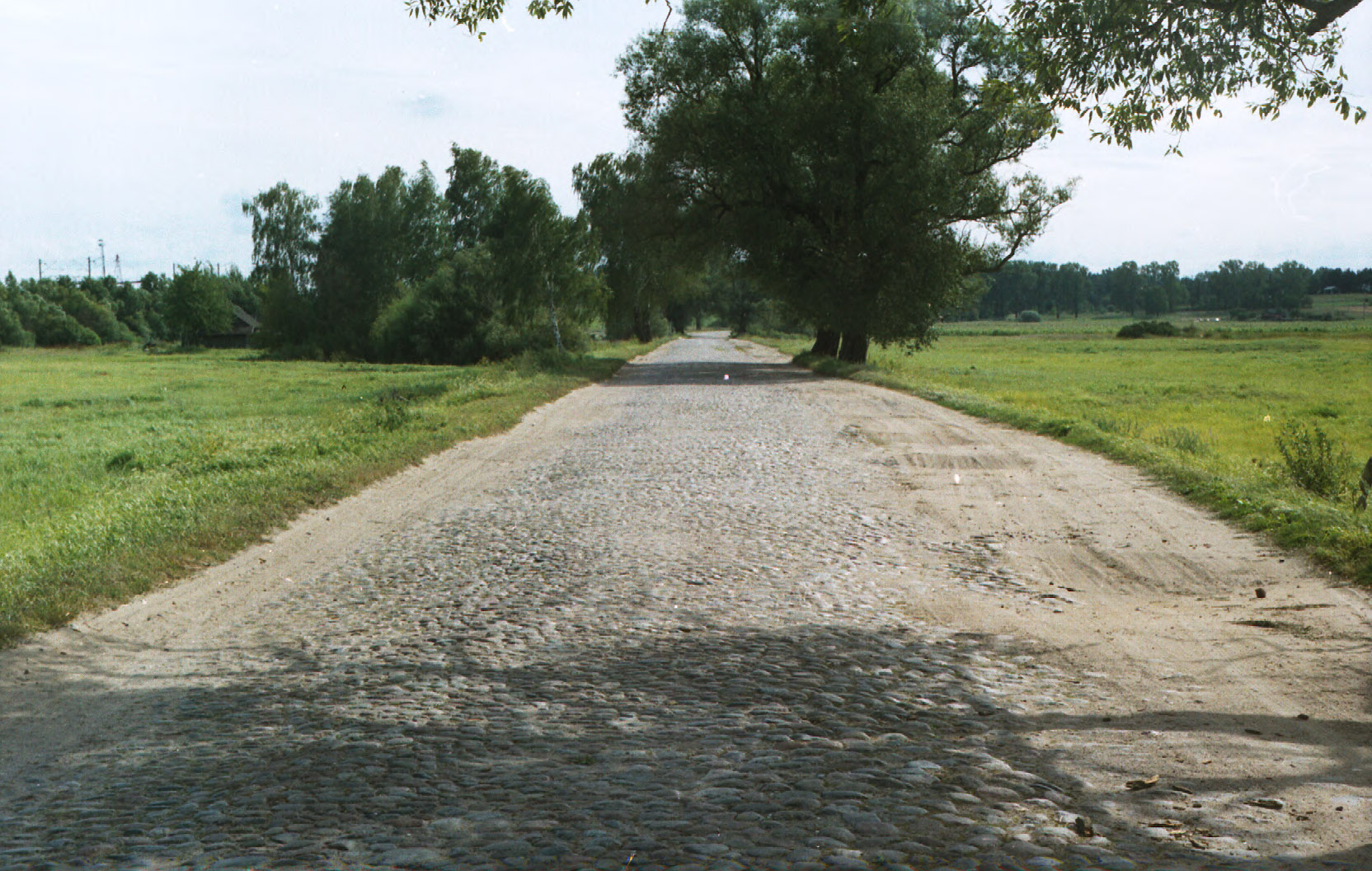
Дорога викладена бруківкою, Білорусь

Автомобільні дороги Білорусі — це система доріг загального користування, які прокладені через територію Республіки Білорусь. Система включає республіканські (в т. ч. національний сегмент міжнародних), місцеві та відомчі дороги, призначені для руху автомобільного транспорту.
Власниками автомобільних доріг можуть бути Республіка Білорусь, її адміністративно-територіальні одиниці, юридичні та фізичні особи, у власності яких перебувають автомобільні дороги, а також юридичні особи, за якими автомобільні дороги закріплені на праві господарського відання або оперативного управління. 

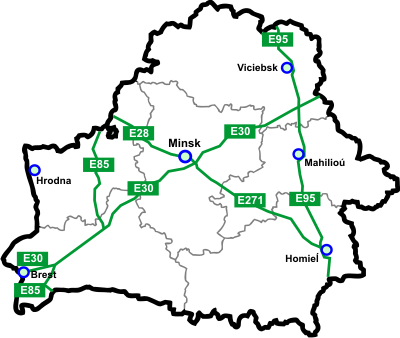
Мережа європейських шляхів в Білорусі

Республіканським органом державного управління в галузі автомобільних доріг та дорожньої діяльності є департамент «Белавтодор» Міністерства транспорту і комунікацій Республіки Білорусь. 
Всього в Білорусі більш ніж 83 тис. км доріг загального користування та близько 200 тис. км відомчих (сільськогосподарських, промислових  лісових підприємств), в т.ч. 100 тис. км в містах та населених пунктах. При цьому щільність заміських доріг з твердим покриттям поки досить низька — 337 км на 1000 км2 території, — для порівняння, в європейських країнах з розвиненою мережею автомобільних доріг цей показник дорівнює в середньому 906 км.

## Класифікація автомобільних доріг
Залежно від функціонального призначення автомобільні дороги Білорусі поділяються на республіканські та місцеві.
До першої категорії належать ті дороги, які включаються в мережу міжнародних автомобільних доріг (європейської транспортної системи), а також автомобільні дороги, які забезпечують транспортні зв'язки:
- столиці Республіки Білорусь — міста Мінська з адміністративними центрами областей, Національним аеропортом «Мінськ»;
- адміністративних центрів областей між собою;
- адміністративних центрів областей з аеропортами поза міською межею і з адміністративними центрами районів;
- адміністративні центри районів між собою по одному з напрямків;
- міст обласного підпорядкування з адміністративним центром області, на території якої ці міста знаходяться;
- залізничних станцій, розміщених не в містах, пунктів пропуску через Державний кордон Республіки Білорусь, а також інших об'єктів державного значення з республіканськими автомобільними дорогами.

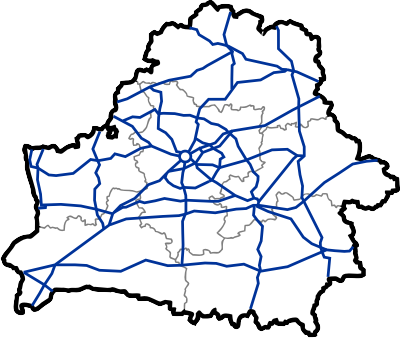
Мережа основних національних шляхів в Білорусі

До другої категорії належать автомобільні дороги, що забезпечують транспортні зв'язки:
- адміністративних центрів сільрад, міст районного підпорядкування, міських, курортних і робітничих селищ, сільських населених пунктів з адміністративними центрами районів, на території яких вони розміщені, а також міст районного підпорядкування, міських, курортних і робітничих селищ між собою і з найближчими залізничними станціями, аеропортами , річковими портами і пристанями поза міською межею;
- місць масового відпочинку, туризму, спортивних комплексів, курортів, лікарень, шкіл-гуртожитків, будинків відпочинку, оздоровчих таборів, кладовищ, історичних пам'яток, пам'яток природи та культури з адміністративними центрами областей та районів, на території яких знаходяться ці об'єкти, а також з найближчими залізничними станціями, аеропортами, річковими портами, пристанями і республіканськими автомобільними дорогами;
- адміністративних центрів сільрад між собою, сільських населених пунктів (у тому числі дороги, які проходять по території цих населених пунктів) з автомобільними дорогами загального користування;
- районів індивідуального житлового будівництва, розміщених у сільській місцевості, і садівницьких товариств з автомобільними дорогами загального користування.

До автомобільних доріг не загального користування відносяться дороги, призначені для внутрішньогосподарських і технологічних перевезень, службові та патрульні автомобільні дороги уздовж каналів, трубопроводів, ліній електропередач та інших комунікацій і споруд, а також службові автомобільні дороги до гідротехнічних та інших будівель. 
Особливу категорію автомобільних доріг не загального користування становлять автомобільні дороги, які знаходяться у віданні Міністерства оборони Республіки Білорусь, Міністерства внутрішніх справ Республіки Білорусь і Державного комітету прикордонних військ Республіки Білорусь. На ці дороги не поширюється дія Закону Республіки Білорусь «Про автомобільні дороги і дорожньої діяльності» від 2 грудня 1994 № 3434-XII.

### Магістралі
| Номер   | Маршрут                                                                                | Довжина, км |
| ------- | -------------------------------------------------------------------------------------- | ----------- |
| M1 E30  | Берестя (Козловичи) — Мінськ — кордон Російської Федерації (Редьки)                    | 610         |
| M2      | Мінськ — Національний аеропорт «Мінськ»                                                | 42          |
| M3      | Мінськ — Вітебськ                                                                      | 267         |
| M4      | Мінськ — Могильов                                                                      | 197         |
| M5 E271 | Мінськ — Гомель                                                                        | 304         |
| M6 E28  | Мінськ — Гродно                                                                        | 302         |
| M7 E28  | Мінськ — Ошмяни — кордон Литовської Республіки (Кам'яний Лог)                          | 149         |
| M8 E95  | Кордон Російської Федерації (Єзерище) — Вітебськ — Гомель — кордон України (Нова Гута) | 457         |
| M9      | Мінська кільцева автомобільна дорога                                                   | 56          |
| M10     | Кордон Російської Федерації (Селище) — Гомель — Кобрин                                 | 543         |
| M11 E85 | Кордон Литовської Республіки (Беняконі) — Ліда — Слонім — Битень                       | 187         |
| M12 E85 | Кобрин — кордон України (Мокрани)                                                      | 54          |
| M14     | Мінська кільцева автомобільна дорога 2                                                 | 27          |

### Республіканські дороги
| Номер  | Маршрут | Довжина, км |
| ------ | --- | ----------- |
| Р1     | Мінськ — Дзержинськ | 48          |
| Р2 E85 | Столбці — Івацевичі — Кобрин                                                                                                 | 234         |
| Р3     | Логойськ — Зембін — Глибоке — кордон Латвійської Республіки (Урбан)                                                          |             |
| Р4     | Барановичі — Ляховичі (до Р43)                                                                                               |             |
| Р5     | Барановичі — Новогрудок — Ів'є                                                                                               |             |
| Р6     | Івацевичі — Пінськ — Столін                                                                                                  |             |
| Р7     | Кам'янець — Жабинка — Федьковичі                                                                                             |             |
| Р8     | Лунинець — Пінськ |             |
| Р9     | Високе — Волчин — кордон Республіки Польща                                                                                   |             |
| Р10    | Любча — Новогрудок — Дятлово                                                                                                 |             |
| Р11    | Поречани (від М6) — Новогрудок — Несвіж                                                                                      |             |
| Р12    | Несвіж — Клецьк |             |
| Р13    | Клецьк — Синявка — Ганцевичі — Лунинець                                                                                      |             |
| Р14    | Полоцьк — Міори — Браслав |             |
| Р15    | Кричев — Орша — Лепель |             |
| Р16    | Тюхнічі — Високе — кордон Республіки Польща (Піщатка)                                                                        |             |
| Р17    | Берестя — кордон України (Олтуш)                                                                                             |             |
| Р18    | Кордон Російської Федерації (Кострова) — Верхньодвінськ — Шарковщина — Козяни                                                |             |
| Р19    | Толочин — Крупки |             |
| Р20    | Вітебськ — Полоцьк — кордон Латвійської Республіки (Грігоровщіна); під'їзди до міст: Полоцьку, Новополоцьку, Верхньодвінську |             |
| Р21    | Вітебськ — кордон Російської Федерації (Ліозно)                                                                              |             |
| Р22    | Орша — Дубровно — до М1 (Буда)                                                                                               |             |
| Р23    | Мінськ — Мікашевичі; під'їзди до міст: Слуцьку, Солігорську                                                                  |             |
| Р24    | Полоцьк — Россони |             |
| Р25    | Вітебськ — Сєнно — Толочин                                                                                                   |             |
| Р26    | Толочин — Кругле — Нежково                                                                                                   |             |
| Р27    | Браслав — Постави — Мядель; під'їзд до кордону Литовської Республіки (Відзев)                                                |             |
| Р28    | Мінськ — Молодечно — Нарочь; під'їзди: до міста Вілейці, до села Гатовічі                                                    |             |
| Р29    | Ушачі — Вілейка |             |
| Р30    | Гомель — Вєтка — Чечерськ — Ямне                                                                                             |             |
| Р31    | Бобруйськ — Мозир — кордон України (Нова Рудня); під'їзд до м. Єльську                                                       |             |
| Р32    | Речиця — Лоєв |             |
| Р33    | Речиця — Хойники |             |
| Р34    | Осиповичі — Глуськ — Озаричі                                                                                                 |             |
| Р35    | Калинковичі — Брагін — Комарин — кордон України (Комарин)                                                                    |             |
| Р36    | Мозир — Лельчиці — Милошевичи — кордон України (Глушкевичі)                                                                  |             |
| Р37    | Михалки — Наровля — кордон України (Александровка)                                                                           |             |
| Р38    | Буда-Кошелево (від М5) — Чечерськ — Краснопілля                                                                              |             |
| Р39    | Рогачев — Жлобин (до М5) |             |
| Р40    | Боровляни — Логойськ; під'їзд до комплексу «Озерний»                                                                         |             |
| Р41    | Слонім — Мости — Скідель — кордон Литовської Республіки (Поріччя); під'їзд до села Лунно                                     |             |
| Р42    | Гродно — Гожа — кордон Литовської Республіки (Привалки)                                                                      |             |
| Р43    | Кордон Російської Федерації (Звенчатка) — Кричев — Бобруйськ — Івацевичі (до Р2); під'їзди до міст: Славгороду, Черикову     |             |
| Р44    | Гродно — Ружани — Івацевичі                                                                                                  |             |
| Р45    | Полоцьк — Глибоке — кордон Литовської Республіки (Котловка)                                                                  |             |
| Р46    | Лепель — Полоцьк — кордон Російської Федерації (Юхновичи)                                                                    |             |
| Р47    | Свіслоч — Порозово — Пружани                                                                                                 |             |
| Р48    | Ворона — Ошмяни — Юратишки — Ів'є; під'їзди до кордону Литовської Республіки (Лоша)                                          |             |
| Р50    | Мости — Зельва — Ружани |             |
| Р51    | Острино — Щучин — Вовковиськ                                                                                                 |             |
| Р53    | Слобода — Новосади; під'їзд до Кургану Слави                                                                                 |             |
| Р54    | Першаї — Івенець — Несвіж (через Деревне)                                                                                    |             |
| Р55    | Бобруйськ — Глуськ — Любань (до Р32)                                                                                         |             |
| Р56    | Молодечно — Воложин |             |
| Р57    | Кучино — Любань — Ветчин (до М10)                                                                                            |             |
| Р58    | Мінськ — Калачи — Мядель |             |
| Р59    | Логойськ — Смолевичі — Мар'їна Горка                                                                                         |             |
| Р60    | Купа — Занарочь — Бруси |             |
| Р61    | Узда — Копиль — Гулевичі (через Старицю)                                                                                     |             |
| Р62    | Чашники — Бобр — Бобруйськ (через Кличев)                                                                                    |             |
| Р63    | Борисов — Вілейка — Ошмяны                                                                                                   |             |
| Р64    | Столбці — Мир |             |
| Р65    | Заславль — Дзержинськ — Озеро                                                                                                |             |
| Р66    | Калачі — Логойськ |             |
| Р67    | Борисов — Березино — Бобруйськ                                                                                               |             |
| Р68    | Пуховичі — Узда — Негоріле                                                                                                   |             |
| Р69    | Смолевичі — Смиловичі — Правдинский — Шацьк                                                                                  |             |
| Р70    | Княжичі — Горки — Леніна |             |
| Р71    | Могильов — Славгород |             |
| Р72    | Осиповичі — Свіслочь |             |
| Р73    | Чауси — Мстиславль — кордон Російської Федерації (Коськово)                                                                  |             |
| Р74    | Чериков — Краснопілля — Хотимск                                                                                              |             |
| Р75    | Климовичі (від Р43) — Костюковичі — кордон Російської Федерації (Смольки); під'їзд до м. Костюковичі                         |             |
| Р76    | Орша — Шклов — Могильов |             |
| Р77    | Шклов — Бєлиничі (через Пригани)                                                                                             |             |
| Р78    | Олекшицы — Вовковиськ — Порозово                                                                                             |             |
| Р79    | Кличев — Чечевичі |             |
| Р80    | Слобода — Паперня |             |
| Р81    | Пружани — кордон Республіки Польща; під'їзд до села Вискули                                                                  |             |
| Р82    | Октябрський — Паричі — Речиця; під'їзд до мітса Світлогорську                                                                |             |
| Р83    | Берестя — Кам'янець — Національный парк «Біловезька пуща»                                                                    |             |
| Р84    | Береза — Дрогичин |             |
| Р85    | Слонім — Високе |             |
| Р86    | Богушевськ (від М8) — Сєнно — Лепель — Мядель                                                                                |             |
| Р87    | Вітебськ — Орша |             |
| Р88    | Житковичі — Давид-Городок — кордон України (Верхний Теребежов)                                                               |             |
| Р89    | Ліда — Трокелі — Гераніни — кордон Литовської Республіки (Гераніни)                                                          |             |
| Р90    | Паричі — Красний Берег (до М5)                                                                                               |             |
| Р91    | Осиповичі — Барановичі |             |
| Р92    | Мар'їна Горка — Старі Дороги                                                                                                 |             |
| Р93    | Могильов — Бобруйськ |             |
| Р94    | Берестя — Томашовка — кордон України; під'їзд до кордону Республики Польща (Домачево)                                        |             |
| Р95    | Линтупи — Свирь — Сморгонь — Крево — Гольшани                                                                                |             |
| Р96    | Могильов — Рясна — Мстиславль; під'їзди: до м. Чауси, до смт. Дрибин                                                         |             |
| Р97    | Могильов — Бихов — Рогачів                                                                                                   |             |
| Р98    | Північно-західний обхід м. Бобруйська                                                                                        |             |
| Р99    | Барановичі — Вовковиск — Пограничний — Гродно; під'їзди до кордону Республіки Польща (Брузги, Берестовиця)                   |             |
| Р100   | Мости — Велика Берестовиця                                                                                                   |             |
| Р101   | Пружани — Береза |             |
| Р102   | Високе — Кам'янець — Кобрин                                                                                                  |             |
| Р103   | Клецьк — Ляховичі |             |
| Р104   | Жабинка — Кобрин |             |
| Р105   | Ганцевичі — Логишин |             |
| Р106   | Молодечно — Сморгонь; під'їзд до м. Сморгонь                                                                                 |             |
| Р107   | Несвіж — Тимковичі |             |
| Р108   | Барановичі — Молчадь — Дятлово                                                                                               |             |
| Р109   | Ліозно — Оріховськ (до М8)                                                                                                   |             |
| Р110   | Глибоке — Постави — Линтупи — кордон Литовської Республіки (Линтупи); подъезд до кордону Литовської Республіки (Мольдевичі)  |             |
| Р111   | Бешенковичі — Чашники |             |
| Р112   | Вітебськ — Сураж — кордон Російської Федерації (Стайки)                                                                      |             |
| Р113   | Сєнно — Бешенковичі — Ушачі                                                                                                  |             |
| Р114   | Городок — Улла — Камінь |             |
| Р115   | Вітебськ — Городок (до М8)                                                                                                   |             |
| Р116   | Ушачі — Лепель |             |
| Р118   | Любоничі (від Р62) — Кіровськ                                                                                                |             |
| Р119   | Славгород — Никоновичі (до М8)                                                                                               |             |
| Р120   | Бихов — Белиничі |             |
| Р121   | Шклов — Кругле |             |
| Р122   | Могильов — Чериков — Костюковичі                                                                                             |             |
| Р123   | Присно — Мосток — Дрибин — Горки                                                                                             |             |
| Р124   | Вєтка — Добруш — Тереховка — кордон Російської Федерації і кордон України (Веселівка)                                        |             |
| Р125   | Лоєв — Брагін |             |
| Р126   | Єльськ — Норовля |             |
| Р128   | Туров — Лельчиці — Словечно (до Р31)                                                                                         |             |
| Р129   | Гомель — аеропорт Гомель |             |
| Р130   | Буда-Кошелево — Уваровичі — Калиніно                                                                                         |             |
| Р131   | Калинковичі — Мозир (до Р31)                                                                                                 |             |
| Р132   | Кордон Російської Федерації — Горбачево — Россони — Кохановичі                                                               |             |
| Р134   | Велика Берестовиця — Кватори — Свіслоч                                                                                       |             |
| Р135   | Ів'є — Трокели — Радунь |             |
| Р136   | Войтешин (від Р2) — Хомськ — Дрогичин                                                                                        |             |
| Р138   | Чауси — Славгород (до Р71)                                                                                                   |             |
| Р139   | Хотимськ — Родня |             |
| Р140   | Славгород — Краснопілля |             |
| Р141   | Білиця — Желудок — Рожанка                                                                                                   |             |
| Р142   | Зельва — Деречин — Медвиновичі                                                                                               |             |
| Р144   | Іваново — кордон України (Мохро)                                                                                             |             |
| Р145   | Гродно — Острина — Радунь — кордон Литовської Республіки (Дотишки)                                                           |             |
| Р146   | Ошмяни — Клевиця — кордон Литовської Республіки (Клевиця)                                                                    |             |
| Р147   | Ститичєво — Невель — кордон України (Невель)                                                                                 |             |
| Р148   | Єльськ — Махновичі (до Р36)                                                                                                  |             |
| Р149   | Жлобин (від М5) — Світлогірськ (до Р82)                                                                                      |             |